# Kan-Okler
Kan-Okler (en rus: Кан-Оклер) és un poble (un possiólok) del krai de Krasnoiarsk, a Rússia, segons el cens del 2017 tenia 90 habitants. Pertany al districte municipal d'Aguínskoie.